# Samúel Friðjónsson
Pour les articles homonymes, voir Friðjónsson.
Samúel Kári Friðjónsson, né le 22 février 1996 à Reykjanesbær (Islande), est un footballeur international islandais, qui évolue au poste de défenseur ou de milieu de terrain à Ungmennafélagið Stjarnan.

## Biographie

### Carrière en sélection
Il reçoit sa première en sélection avec l'équipe d'Islande le 11 janvier 2018, en amical contre l'Indonésie (victoire 0-6 à Sleman).
Il fait partie de la liste des 23 joueurs islandais sélectionnés pour disputer la Coupe du monde de 2018 en Russie. Il n'y jouera aucun des trois matchs de poules face à l'Argentine, le Nigeria et la Croatie. Les Islandais sont éliminés dès la phase de groupes. 